# Alonso Carrió de la Vandera
Alonso Carrió de la Vandera  (Gijón, 1715-Lima, 1783), también conocido como La Vandera, fue un alto funcionario, escritor, comerciante, viajero y cronista de Indias español, que pasó la mayor parte de su vida en el Virreinato del Perú, donde durante varios años fue administrador del Correo Real. Utilizó el seudónimo de Concolorcorvo como autor de El lazarillo de ciegos caminantes, del cual hizo aparecer como autor a su propio amanuense, el inca Calixto Bustamante Carlos, que era el lazarillo o guía de La Vandera.

## Biografía
Nació en el puerto de Gijón, Asturias, en una fecha imprecisa entre 1715 y 1716. Fue hijo de Justo Carrió y de Teresa Carreño de Argüelles. No se conoce nada de sus veinte primeros años, hasta que en 1736 decide marcharse a la Nueva España. Según datos suministrados por Pablo Macera "debió inducirle a ello la exigua herencia de sus padres", lo que podría explicar su relativa llegada a las Indias occidentales como su posterior dedicación al comercio. En la Nueva España permaneció durante diez años, cinco de los cuales en la Ciudad de México como comerciante probablemente de metales en efecto de Castilla. Debió visitar Guatemala, Santo Domingo y Puerto Rico, como se desprende de su Plan de Gobierno del Perú. En 1746 se hallaba en el virreinato del Perú, fijando su residencia allí y también combatiendo contra las incursiones inglesas. En 1750 se casó en Lima con Petronila Matute de Vargas y Melgarejo, con la que posteriormente tuvo una hija. En 1767 acompañó a los jesuitas cuando estos fueron expulsados de los dominios españoles y en 1771 recibió el cargo de visitador de correos en el extenso tramo que media entre las ciudades de Lima y Buenos Aires.

### Traslado al Perú
Entre 1752 y 1757 asumió el cargo de corregidor de Chilques y Masques en la jurisdicción de Cuzco. Posteriormente, ejerció los puestos de alcalde mayor de Minas y subdelegado de Bienes de Difuntos en Cuzco. Con motivo del estallido de la Guerra de los Siete Años entre España e Inglaterra, en 1762 se alistó en el Regimiento de Caballería de Nobles de Lima. En 1767, el virrey Manuel de Amat y Junient le confió la conducción hacia Europa de doscientos jesuitas expulsados del reino en el navío de guerra El Peruano. Aprovechando la circunstancia de hallarse en España, dirigió un memorial al contador de la Real Renta de Correos, Miguel de San Martín Cuetos y Cifuentes, para solicitarle un cargo o comisión dentro de los correos de América. Como resultado de esta gestión, el 12 de enero de 1771, el ministro marqués de Grimaldi le otorgó el título de comisionado para la reorganización de las postas de Buenos Aires a Lima, que incluía las jurisdicciones de Montevideo, Córdoba, Tucumán, Salta, Potosí, La Paz y Cuzco. Las instrucciones particulares le obligaban a actuar en coordinación con el administrador general de los correos del virreinato, José Antonio de Pando.
La labor de Carrió como comisionado de postas inspiró la obra que le ha dado fama en la literatura colonial: El lazarillo de ciegos caminantes (1776).

### Propuestas políticas
La propuesta política más significativa que hizo Carrió incluyó la intensificación de la agricultura, así como un impuesto único para españoles e indios, como medio para unificar estos grupos sociales. Es interesante constatar la actitud del autor con respecto a la figura del curaca, pues propuso abolir sus títulos como tales, argumentando que los caciques siempre estaban detrás de las revueltas indígenas y los asesinatos de los corregidores. Con respecto a los mestizos, propuso un acercamiento entre ellos y los españoles “para que así unidos y en buena armonía podamos rechazar y aún subordinar al numeroso populacho de que estamos por necesidad rodeados”.
Dejó inédito un manuscrito sobre el estado de los corregimientos del Perú, en el que proponía un nuevo sistema de gobierno administrativo a partir de la división del virreinato en repúblicas o provincias.

### Caída en desgracia
En 1773 estalló la disputa jurisdiccional entre Carrió y el administrador general de Correos, Pando, al oponerse éste a que Carrió hiciera la visita de la administración de Lima. El virrey Manuel de Amat y Junient intervino en la disputa y autorizó tal visita por decreto firmado en noviembre de 1773. El virrey Manuel de Guirior le ascendió el 15 de enero de 1777 al cargo de contador interventor de la administración de Correos de Lima. En ese mismo año, Carrió quiso publicar sin licencia real un Manifiesto sobre el estado de los correos en el que culpaba a Pando de su decadencia. Ante la denuncia de este hecho, el virrey Guirior ordenó la inmediata confiscación del escrito en la imprenta, puso en prisión al autor y abrió un proceso judicial contra él. Aunque el dictamen de la Audiencia fue favorable al acusado, en Madrid el conde de Floridablanca, una vez enterado de los acontecimientos por el virrey, aconsejó a la Dirección General de la Real Renta de Correos la inmediata jubilación de Carrió, que se hizo efectiva el 26 de septiembre de 1778. Poco se sabe de sus últimos años de vida. Su esposa falleció en 1781 y dos años más tarde, Carrió, a los sesenta y siete años, murió en Lima.

## Personalidad
El Concolorcorvo como autor de El lazarillo de ciegos caminantes presentaba mayormente las actitudes de un mestizo promedio de la época, con rasgos como: retozonería, desenvolvimiento, buen humor (con gran uso de la chacota) y la viveza o picardía. En contraste con los rasgos que presentaba un indio promedio de la época (tímidos, melancólicos, mansos, resignados con el destino y manipulables por la economía de la palabra). Además de que en su obra le encantaba usar el costumbrismo literario, desarrolló un carácter filo-hispanista al grado de que incluso apoyó una política lingüística que promoviera el castellano en detrimento del idioma del indio. Esto último contrastaba con la nostalgia de Inca Garcilaso de la Vega, que buscaba preservar toda la memoria indígena dentro del Imperio español (al grado de idealizar en extremo al Incanato). Por su parte, Concolorcorvo se ponía a denigrar la forma de vida y organización social de los incas, llegando a criticar duramente a sus antepasados de la Casa real incaica (como Atahualpa, a quien califica de incompetente militar, tirano y traidor). Pese a ello, igual reivindicaría su linaje incaico por el gran honor que este representaba en la sociedad española, pero prefiriendo siempre calificarse como indio neto.

## Obras

### El lazarillo de ciegos caminantes

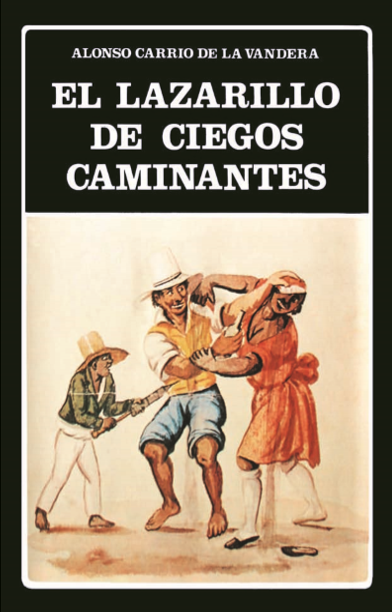
Portada de El lazarillo de ciegos caminantes

Su principal obra fue el libro titulado El lazarillo de ciegos caminantes (título completo: El lazarillo de ciegos y caminantes desde Buenos Aires hasta Lima). En dicha obra, el relator (en primera persona) es un viajero que narra en modo documental el prolongado y lento viaje en carreta, previa etapa en Montevideo, desde la ciudad de Buenos Aires hacia el Alto Perú, pasando por Córdoba, Santiago del Estero, San Miguel del Tucumán, Salta, Jujuy y Tarija. La narración documental pierde su continuidad (o el texto prosiguiente está perdido) al entrar en el Alto Perú.
Ambos personajes principales, ficticios y a la vez reales, son amigos. La Vandera es un europeo idealista y "Concolorcorvo" un indígena pícaro y crítico. El viaje duró dos años y recorrieron en mula un trayecto de 946 leguas. Se trata de un libro de viajes, aunque algo heterodoxo, porque oscila entre el documento sociológico y la creación literaria, e igualmente hay informes estadísticos, chismes, anécdotas, diálogos y sátiras contra españoles, franceses y mexicanos, además de cuentecillos. Este libro de viajes tiene consejos a los viajeros y descripción de lugares; pero también se describen personas y reflexiones sobre los estratos sociales, se enumeran las costumbres y vestuarios y se comparan las ciudades y los caracteres nacionales, principalmente entre el Perú y México. Por último, se examinan los prejuicios contra los indios, la inferioridad de los criollos, la justificación de la Conquista y la defensa de la Colonia como institución.
El texto resulta valioso, ya que aporta información cultural, geográfica, histórica y económica de un extenso territorio —con el típico y ameno carácter de la literatura de viajes—, señalando observaciones que siempre resultan (por el estilo) novedosas, sobre aspectos relevantes del territorio recorrido en su época; por ejemplo, señala la relativa pobreza arquitectónica de la ciudad de Buenos Aires, la opulencia alcanzada por ciertos sectores de la sociedad cordobesa, la función de milicianos de frontera que cumplían las tropas reunidas por el cabildo de Santiago del Estero, lo propicio para la agricultura de la zona de San Miguel del Tucumán, la belleza de las mujeres de Salta, las cuales, empero, solían padecer de bocio (esto por el agua carente de yodo que bebían), o la presencia de gauderios en las zonas de Jujuy y Tarija, los cuales, en opinión de La Vandera, eran «soeces» y demasiado liberales, hecho que hacían notar con mucha efusividad en sus canciones improvisadas (payadas), cantadas de igual a igual por hombres y mujeres.
Su título trasciende a novela picaresca y se prolonga en un enunciado de materias, cifra o esquema de su contenido principal. «El Lazarillo» describe «los itinerarios de Buenos Aires a Lima, según puntual observación» y brinda «noticias útiles a los nuevos comerciantes que tratan en mulas».
En la portada del libro consta que fue publicado con licencia real en Gijón en 1773, pero quienes lo han estudiado coinciden en que se imprimió en Lima y circuló a partir de 1775. La paternidad de El lazarillo de ciegos caminantes también provocó una polémica al sostenerse durante el siglo XIX y principios del XX que quien la firmaba con el seudónimo de Concolorcorvo era el inca Calixto Bustamante Carlos. Los estudios de Rubén Vargas Ugarte y de Marcel Bataillon confirmaron a La Vandera como su definitivo autor. En todo caso, corresponde tener en cuenta ciertas notas estilísticas (que ya se trasuntan en el título, que evoca el Lazarillo de Tormes) semejantes a la literatura picaresca.

#### Autoría
Durante muchos años se ha especulado acerca de la autoría de esta peculiar obra, como consecuencia de la confusión creada por el propio autor. En esta se señala como autor a Don Calixto Bustamante Carlos Inca, y se indica que dicho personaje la escribió a partir de las memorias de un viaje en el cual acompañó a Carrió. Félix Álvarez Brun menciona que "El lazarillo venía a ser, de esta manera, como la relación detallada de la visita hecha por el indicado comisionado real, a la vez como resultado de la experiencia vivida por el en ese largo viaje; relación y experiencia que deseaba al mismo tiempo, que los demás conocieran". Después de numerosas polémicas, hoy en día se sabe que el autor fue en verdad Alonso Carrió de la Vandera. Para evitar un enfrentamiento directo con la Administración de Correos, a la cual criticaba constantemente en la obra, Carrió ocultó no sólo su autoría, atribuyéndola a su amanuense, sino que también falseó los lugares de edición e imprenta. Los descubrimientos casi simultáneos en el tiempo de José J. Real y Marcel Bataillon de documentación existente en el Archivo de Indias, sobre la misión encomendada a Alonso Carrió como Segundo Comisionado para el arreglo de correos y ajuste de postas entre Montevideo, Buenos Aires y Lima, junto a una más atenta lectura del texto de la obra, ha llevado a los investigadores y estudiosos a la convicción de que Alonso Carrió de la Vandera es el auténtico autor del Lazarillo. Sin embargo, Carrió en ninguna de las cartas y documentos encontrados identifica claramente la obra que escribió como consecuencia de su viaje a Montevideo, Buenos Aires y Lima, e igualmente utiliza los términos "Itinerarios", "Diario", "Viaje", "Relación", pero nunca la nombra con su título. Críticos como Emilio Carilla explican que "conviene agregar que los documentos encontrados no prueban de manera total o de manera llana que Carrió sea el autor de El lazarillo de ciegos caminantes, pero son tantas las alusiones a su contenido que no cabe -creo- ninguna duda". Se encuentran investigaciones que constatan algunas dudas acerca de Carrió de la Vandera y la veracidad de ser el autor del Lazarillo. En un artículo de Jerónimo Herrera (1999) se explica que en "la documentación existente en el Archivo de Indias se encuentra el registro del viaje encomendado a Carrió de la Vandera como comisionado para el arreglo de los correos y ajustes de postas en Montevideo, Buenos Aires y Lima. Toda esta información la han tomado los investigadores y estudiosos, y ellos llegan a la conclusión que Alonso Carrió de la Vandera es el verdadero autor de El lazarillo de ciegos caminantes".

#### Recepción crítica
La obra de Alonso Carrió de la Vandera El lazarillo de ciegos caminantes se ha criticado desde la perspectiva de la crónica de viajes. Es decir, en relación con su descripción de la sociedad americana del siglo XVIII. Un acierto de Carrió es haber sabido captar elementos visibles en tipos humanos locales y sus costumbres (por ejemplo, párrafos dedicados al Tucumán, en el capítulo VIII). Una particularidad digna de mención de acuerdo con Emilio Carrilla (1971), dentro de los aspectos del humor en la obra, es la forma en que el autor ha captado el alma de personajes locales, sobre todo criollos, indios, mestizos y negros. El efecto surge por contraste y por resortes más o menos inesperados: ignorancia, abulia, por un lado, pero también astucia, socarronería y la infaltable ostentación del baqueano (frente al chapetón y su desconocimiento), además de un lugar especial para las «trafacías» del tucumano.
Enrique Pupo-Walker menciona que el Lazarillo es una recopilación ecléctica que refleja abiertamente el pensamiento fragmentado de la época. De hecho, una breve ubicación historiográfica del texto permite una visión más clara de la obra y de su organización interna. Lo afirma así porque al emplazar la narración en su contexto se esclarecen múltiples rasgos definitorios de la misma y se amplía el sentido testimonial que el Lazarillo retiene en el espectro histórico-literario de aquellos años.
Existen también opiniones como la de Martínez Gramuglia (2007), acerca de que "la información discursiva tradicional del relato de viajes, en la cual se ve resignificada como un modo de intervención en la realidad de un sujeto colonial comprometido a la vez con el espacio americano y la corona española. Esto se demuestra porqué Carrió tiene un enfoque español europeo y no deja de ser ese relato de la descripción de América en el siglo XVIII".
Es importante mencionar que a lo largo de este relato se evidencia información acerca de los lugares de los que narra el autor. Manuel Berritúa (2010) hace alusión a "los diferentes tipos humanos que pueblan aquellas tierras vírgenes, son los gauderios «mozos nacidos en Montevideo y en los vecinos pagos» - los gauchos uruguayos, descritos con detalle en sus actitudes y costumbres, llamando la atención de los críticos y lectores, al ser el primer español en ocuparse de tan singulares personajes en los capítulos I y VIII de su Lazarillo, dejando constancia incluso de algunas coplas, para alegría de folkloristas".
En relación con el aspecto lingüístico, el autor deja un acervo de refranes, americanismos y popularismos que ilustran sobre las relaciones afectivas y los nombres de enseres de muy variados campos de la vida en aquellos parajes. En este libro se encuentran muchos aspectos de la sociedad americana del siglo XVIII que se ven plasmados por Carrió de la Vandera en esta crónica, aspectos que son igualmente complejos de índoles sociológicos, históricos, geográficos y económicos, principalmente, con rasgos bastantes humorísticos. Aquí, muestra una amena descripción de las tierras y gentes del sur de América, todo tipo de riesgos, rutas, modos de transporte, caminos entre las ciudades, señala las características étnicas de los habitantes de estos lugares (actitudes, costumbres, comidas, vestimenta) y analiza de forma detallada el trabajo de los arrieros, inspirando a otros en sus viajes o aventuras en todos los sentidos y causando gran impacto en los diarios de viaje de ese momento. Virginia P. Forace expone que muchas veces estos rasgos son desechados o minimizados por la crítica, afirmando: "Creemos que la proliferación de este tipo de relatos dentro del texto responde a motivaciones no sólo internas –como en los casos en los que funcionan como refuerzos argumentativos–, sino también externas, como es la consideración de un público lector que en ese momento se encontraba en vías de desarrollo".

### Otras obras
- Otra obra firmada por La Vandera es la llamada Reforma del Perú (1783), texto con consideraciones políticas que señalan la escisión del Virreinato del Perú ante la pronta creación del Virreinato del Río de la Plata. El destacado historiador Pablo Macera considera que la obra ofrece una aproximación a la mentalidad de la élite de Lima luego de la rebelión de Túpac Amaru II, asegurando que la élite limeña, temerosa de nuevas sublevaciones, habría sido partidaria de un mejoramiento del sistema colonial. Carrió, afirma Macera, justificó la conquista española y admitió que ella, como todas, fue tiránica y cruel, pero que “consumados los hechos”, toda rebelión era un delito.[3][4]
- En 1773 da a conocer un Manifiesto, en donde hace una dura crítica al administrador general de los correos del virreinato, José Antonio de Pando.